# Чонсткув-Мазовецький
Чонсткув-Мазовецький (пол. Cząstków Mazowiecki) — село в Польщі, у гміні Чоснув Новодворського повіту Мазовецького воєводства.
Населення — 252 особи (2011).
У 1975-1998 роках село належало до Варшавського воєводства.

## Демографія
Демографічна структура станом на 31 березня 2011 року:
|          | Загалом | Допрацездатний вік | Працездатний вік | Постпрацездатний вік |
| -------- | ------- | ------------------ | ---------------- | -------------------- |
| Чоловіки | 122     | 26                 | 84               | 12                   |
| Жінки    | 130     | 27                 | 74               | 29                   |
| Разом    | 252     | 53                 | 158              | 41                   |